# Jednostka regionalna Lakonia
Jednostka regionalna Lakonia (nwgr.: Περιφερειακή ενότητα Λακωνίας) – jednostka terytorialna Grecji w regionie Peloponez. Powołana do życia 1 stycznia 2011 w wyniku przyjęcia nowego podziału administracyjnego kraju. W 2021 roku liczyła 84 tys. mieszkańców.
Jednostkę wpółtworzą gminy:
1. Sparta,
2. Anatoliki Mani,
3. Elafonisos,
4. Ewrotas,
5. Monemwasia.